# Can Pelló

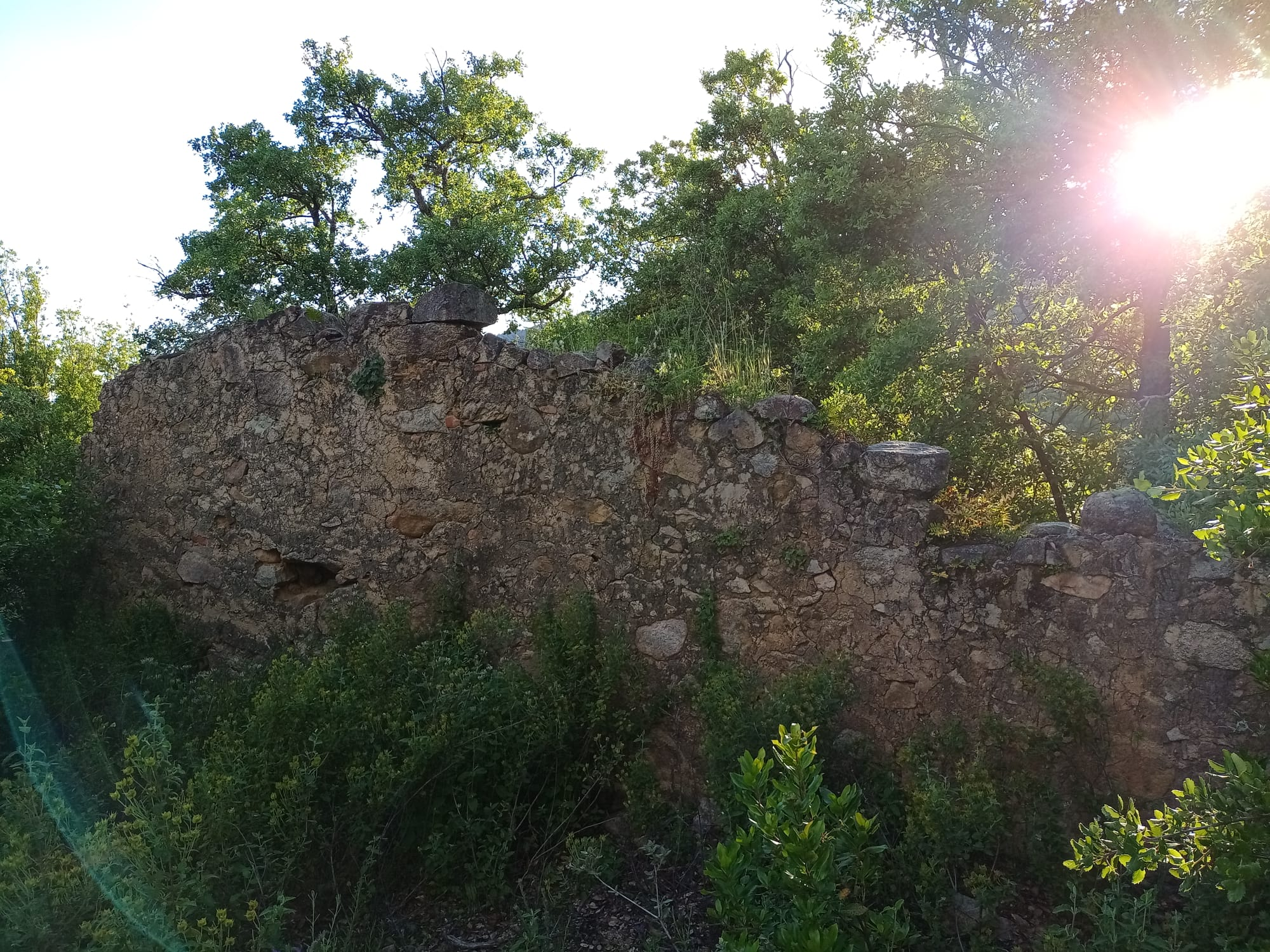
Ruïnes de can Pelló

Can Pelló és un mas ubicat al terme municipal de Riells i Viabrea. Apareix fotografiat ja en els primers vols aeris dels americans l'any 1946 i 1956, on s'aprecia el mas ja abandonat. Les fotografies es poden veure a través de l'eina del ICGC, Vissir3.